# Dorián
A Dorián görög eredetű latin névből származik, jelentése dór férfi.

## Gyakorisága
Az 1990-es években igen ritka név, a 2000-es években nem szerepel a 100 leggyakoribb férfinév között, kivéve 2009-et, amikor a 85. legnépszerűbb férfinév volt.

## Névnapok
- január 22.[2]
- szeptember 19.[2]

## Híres Doriánok
- Dorian Gray, Oscar Wilde Dorian Gray arcképe című regényének főhőse.
- Dorian Yates (1962–) angol profi testépítő, a modern testépítés kiemelkedő alakja. 1992 és 1997 között hat egymást követő alkalommal nyerte el a Mr. Olympia címet.